# Атлантический кодекс
«Атлантический кодекс» — манускрипт Леонардо да Винчи, состоящий из 1119 страниц. Страницы датируются от 1478 до 1519 года, содержат чертежи и записи на различные темы — аэродинамика, оружие, музыкальные инструменты, математика, ботаника и др. Манускрипт был составлен Помпео Леони из разрозненных листов, попавших в его распоряжение, и в настоящее время находится в Милане, в Амброзианской библиотеке. Многие части и рисунки Атлантического кодекса Леонардо посвящены его исследованиям во время его пребывания на озере Комо в Льерне, включая Фьюмелате и горные пещеры.
В 1968—1972 годах Кодекс подвергался реставрации. В апреле 2006 Кармен Бамбах из Музея Метрополитен обнаружила на документе разноцветные пятна (чёрные, красные, фиолетовые и др.), которые приняла за плесневый гриб, а также разбухание страниц. Она обратилась к Джанфранко Равази и во флорентийский реставрационный институт Opificio delle pietre dure. Но, как выяснилось в октябре 2008, пятна были химическими следами ртутных солей, нанесённых как раз для защиты от плесени.
В сентябре 2009 года «Атлантический кодекс» был представлен публике. Кодекс демонстрировался частями по 50 страниц. Каждая из выставок длилась по три месяца. Первая из них открылась в Милане в сентябре 2009 года, а последняя, 24-я, состоялась в 2015 году.
В 2019 году — к 500-летию со дня смерти Леонардо да Винчи — Амброзианская библиотека выложила в открытый доступ, полностью оцифровав, «Атлантический кодекс». Содержимое кодекса было тщательно проанализировано, каждую страницу по возможности датировали, а их содержимое разбили на множество рубрик с возможность фильтровать содержимое кодекса не только по широким разделам (к примеру, Архитектура или Инженерия), но и по подразделам (к примеру, в Архитектуре можно выделить подраздел именно Фортификации, Мостов, Каналов и т. д.), а параллельно можно также задействовать ещё и фильтр по датировкам.